# Gregory Wiseman
Gregory Reid Wiseman (ur. 11 listopada 1975 w Baltimore) – amerykański inżynier, lotnik morski i astronauta.

## Życiorys
W 1993 ukończył szkołę w Timonium w stanie Maryland, w 1997 został bakałarzem inżynierii komputerów i systemów w Rensselaer Polytechnic Institute w Troy w stanie Nowy Jork, a w 2006 magistrem inżynierii systemów na Uniwersytecie Johnsa Hopkinsa. Po ukończeniu instytutu szkolił się na lotnika morskiego w Pensacoli na Florydzie, w 1999 uzyskał licencję pilota, następnie służył w Wirginii. W latach 2003–2004 uczył się w United States Naval Test Pilot School i został pilotem doświadczalnym w Naval Air Station Patuxent River w Maryland. 29 czerwca 2009 został wybrany przez NASA kandydatem na astronautę. Od sierpnia 2009 do maja 2011 przechodził szkolenie astronautyczne w Centrum Lotów Kosmicznych imienia Lyndona B. Johnsona, po czym został inżynierem pokładowym. Od 28 maja do 10 listopada 2014 uczestniczył w misji Sojuz TMA-13M/Ekspedycja 40/Ekspedycja 41 na Międzynarodową Stację Kosmiczną trwającej 165 dni, 8 godzin i minutę. Start nastąpił z kosmodromu Bajkonur, a lądowanie w Arkałyku w Kazachstanie.
Stowarzyszenie Uczestników Lotów Kosmicznych (Association of Space Explorers) przyznało mu Universal Astronaut Insignia za lot orbitalny (nr 535).